# Cimetière d'Auteuil

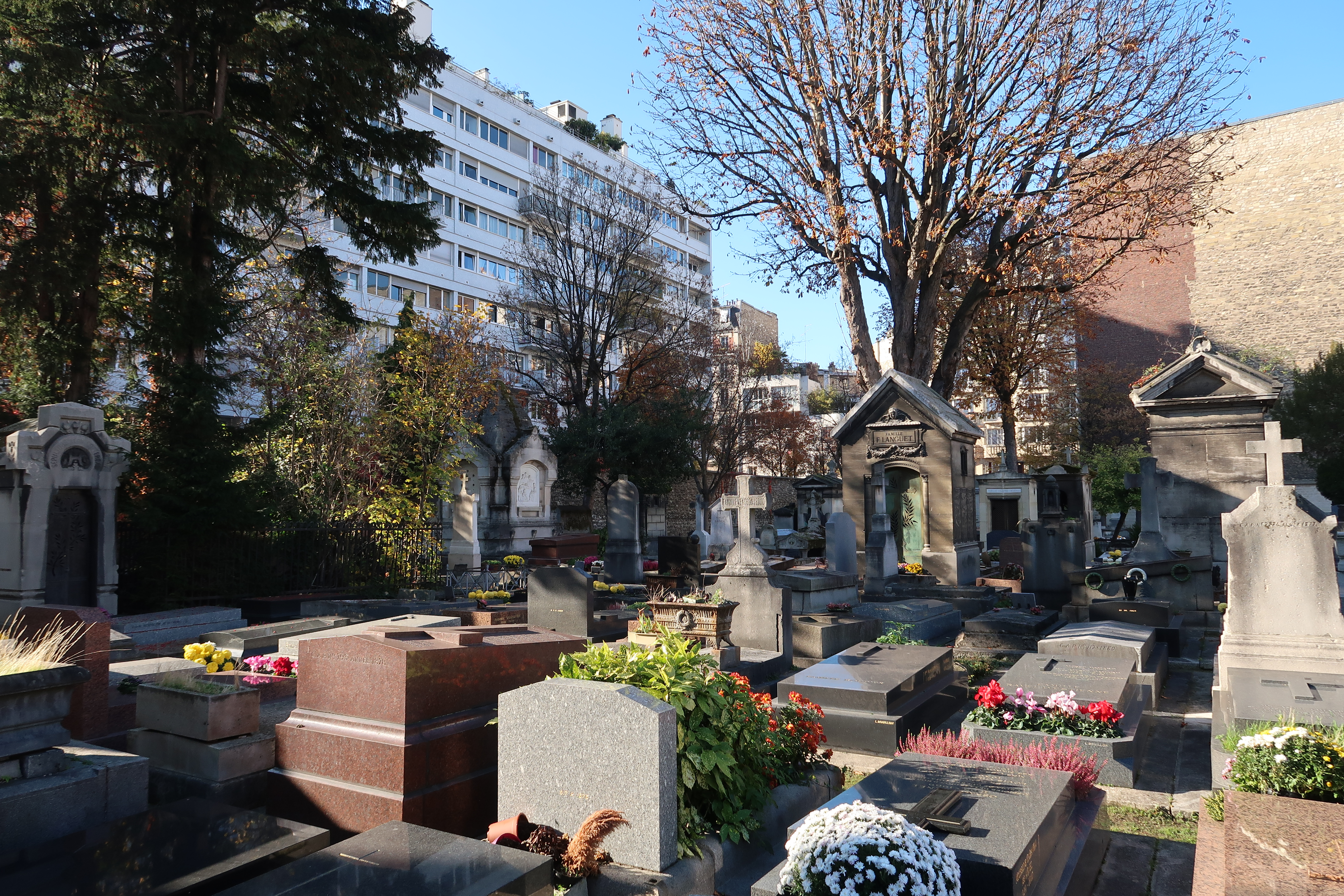
Cimetière d'Auteuil, 2018

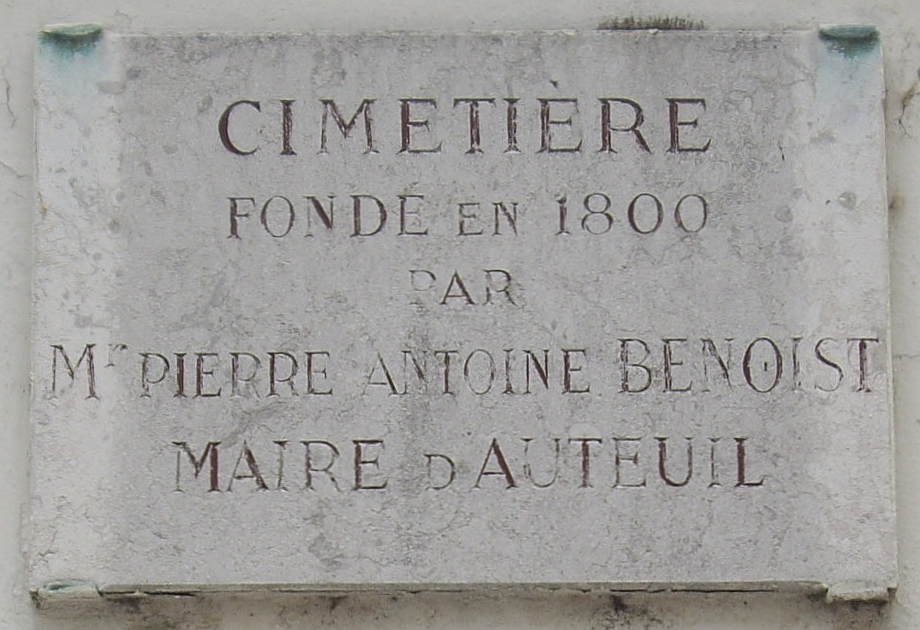
Plaquette met naam van de oprichter

De Cimetière d'Auteuil is een begraafplaats in Parijs, in het 16e arrondissement. Oorspronkelijk was dit de nieuwe begraafplaats van het dorp Auteuil, ten westen van Parijs. Hij werd in 1800 gesticht door Pierre Antoine Benoist, de burgemeester van Auteuil, en werd nog datzelfde jaar in gebruik genomen, en in 1843 en 1847 uitgebreid. Toen Auteuil in 1860 grotendeels door Parijs werd geannexeerd, werd ook de begraafplaats deel van Parijs.

## Graven van beroemdheden
- Raymond Abellio (1907-1986), schrijver en filosoof
- Orane Demazis (1904-1991), actrice
- Raoul Follereau (1903-1977), schrijver en journalist
- Abel Gance (1889-1981), filmpionier
- Paul Gavarni (1804-1866), tekenaar, aquarellist en lithograaf
- Charles Gounod (1818-1893), componist
- Pierre Granier-Deferre (1927-2007), cineast (urn bijgezet in familiegraf)
- Léon Heuzey (1831-1922), archeoloog
- Adrien-Marie Legendre (1752-1833), wiskundige
- Albert Préjean (1894-1979), acteur en zanger
- Hubert Robert (1733-1808), kunstschilder, tuinarchitect en inrichter van interieurs
- Benjamin Thompson (1753-1814), Amerikaans uitvinder, natuurfilosoof en sociaal hervormer
- Hippolyte de Villemessant (1810-1879), journalist
- Adolphe Yvon (1817-1893) schilder
- Pierre Joseph Guillaume Zimmerman (1785-1853), pianist
- Thomas Tellefsen (1823-1874), componist, pianist en muziekpedagoog

Cimetière d'Auteuil ·
Cimetière des Batignolles ·
Cimetière de Belleville ·
Cimetière de Bercy ·
Cimetière du Calvaire·
Catacomben ·
Cimetière des Innocents ·
Cimetière d'Ivry ·
Cimetière de Montmartre ·
Cimetière du Montparnasse ·
Cimetière Notre-Dame ·
Cimetière de Passy ·
Cimetière du Père-Lachaise ·
Cimetière Saint-Vincent ·
Cimetière de la Villette
Zie ook: Lijst van bezienswaardigheden in Parijs